# Kätkäjärvi (sjö, lat 66,22, long 25,00)
Kätkäjärvi är en sjö i Finland. Den ligger i kommunen Tervola i landskapet Lappland, i den norra delen av landet, 700 km norr om huvudstaden Helsingfors. Kätkäjärvi ligger 76,5 meter över havet. Arean är 35,4 hektar och strandlinjen är 2,62 kilometer lång. Sjön  ingår i Kemi älvs huvudavrinningsområde. 